# Démographie de la Moselle
La démographie de la Moselle est caractérisée par une forte densité, une population en croissance depuis sa création avec un ralentissement depuis les années 1970, avec la crise de la sidérurgie dans le bassin lorrain.
Avec ses 1 050 721 habitants en 2022, le département français de la Moselle se situe en 23e position sur le plan national.
En six ans, de 2015 à 2021, sa population s'est accrue de près de 5 500 unités, c'est-à-dire de plus ou moins 900 personnes par an. Mais cette variation est différenciée selon les 725 communes que comporte le département.
La densité de population de la Moselle, 169 habitants par kilomètre carré en 2022, est deux fois supérieure à celle de la France entière qui est de 107,1 hab./km2 pour la même année.
Les habitants de la Moselle sont les Mosellans et les Mosellanes.

## Évolution démographique du département de la Moselle
Le département a été créé par décret du 4 mars 1790. Il comporte alors neuf districts : Bitche, Boulay, Briey, Longwy, Metz, Morhange, Sarreguemines, Sarrelouis, Thionville) et 76 cantons. Le premier recensement sera réalisé en 1791 et ce dénombrement, reconduit tous les cinq ans à partir de 1821, permettra de connaître plus précisément l'évolution des territoires.
Avec 417 003 habitants en 1831, le département représente 1,28 % de la population française, qui est alors de 32 569 000 habitants. De 1831 à 1866, il va gagner 35 154 habitants, soit une augmentation de 0,24 % moyen par an, égal au taux d'accroissement national de 0,48 % sur cette même période.
L'évolution démographique entre la Guerre franco-prussienne de 1870 et la Première Guerre mondiale est beaucoup plus forte qu'au niveau national. Sur cette période, la population gagne 164 752 habitants, soit un accroissement de 33,59 % alors qu'il est de 10 % au niveau national. La population gagne 18,18 % pour la période de l'entre-deux guerres courant de 1921 à 1936 parallèlement à une croissance au niveau national de 6,9 %.
À l'instar des autres départements français, le Moselle va ensuite connaître un essor démographique après la Seconde Guerre mondiale. Le taux d'accroissement démographique entre 1946 et 2007 est de 83,44 % alors qu'il n'est que de 57 % au niveau national. Depuis les années 1970, est toutefois apparue une stabilisation, la population n'augmentant plus que très lentement principalement à la suite de la crise de la sidérurgie dans le bassin lorrain. 
En 2022, le département comptait 1 050 721 habitants, en évolution de +0,52 % par rapport à 2016 (France hors Mayotte : +2,11 %).
| 1791 | 1801    | 1806    | 1821 | 1826 | 1831    | 1836    | 1841    | 1846 |
| ---- | ------- | ------- | ---- | ---- | ------- | ------- | ------- | ---- |
| -    | 348 131 | 385 949 | -    | -    | 417 003 | 427 250 | 440 312 | -    |

| 1851    | 1856    | 1861    | 1866    | 1872    | 1876    | 1881    | 1886    | 1891    |
| ------- | ------- | ------- | ------- | ------- | ------- | ------- | ------- | ------- |
| 459 684 | 451 152 | 446 457 | 452 157 | 490 459 | 480 250 | 492 713 | 489 729 | 510 392 |

| 1896    | 1901    | 1906    | 1911    | 1921    | 1926    | 1931    | 1936    | 1946    |
| ------- | ------- | ------- | ------- | ------- | ------- | ------- | ------- | ------- |
| 524 885 | 564 829 | 615 790 | 655 211 | 589 120 | 633 461 | 693 408 | 696 246 | 622 145 |

| 1954    | 1962    | 1968    | 1975      | 1982      | 1990      | 1999      | 2006      | 2011      |
| ------- | ------- | ------- | --------- | --------- | --------- | --------- | --------- | --------- |
| 769 388 | 919 412 | 971 314 | 1 006 373 | 1 007 189 | 1 011 302 | 1 023 447 | 1 036 776 | 1 045 146 |

| 2016      | 2021      | 2022      | - | - | - | - | - | - |
| --------- | --------- | --------- | - | - | - | - | - | - |
| 1 045 271 | 1 049 942 | 1 050 721 | - | - | - | - | - | - |

## Population par divisions administratives

### Arrondissements
Le département de la Moselle comporte cinq arrondissements. La population se concentre principalement sur l'arrondissement de Metz, qui recense 34 % de la population totale du département en 2022, avec une densité de 325,2 hab./km2, contre 26 % pour l'arrondissement de Thionville, 22 % pour celui de Forbach-Boulay-Moselle, 9 % pour celui de Sarreguemines et 9 % pour celui de Sarrebourg-Château-Salins.
| Arrondissement            | Population(2022) | Variation(2022/2016)                       | Superficie(km2) | Densité(hab./km2) |
| ------------------------- | ---------------- | ------------------------------------------ | --------------- | ----------------- |
| Metz                      | 354 054          | en évolution de +2,86 % par rapport à 2016 | 1 088,7         | 325,2             |
| Thionville                | 274 786          | en évolution de +3,11 % par rapport à 2016 | 941,5           | 291,9             |
| Forbach-Boulay-Moselle    | 235 849          | en évolution de −2,96 % par rapport à 2016 | 1 283,3         | 183,8             |
| Sarreguemines             | 95 691           | en évolution de −3,56 % par rapport à 2016 | 935,9           | 102,2             |
| Sarrebourg-Château-Salins | 90 341           | en évolution de −2,1 % par rapport à 2016  | 1 966,9         | 45,9              |
| Source : Insee.           |                  |                                            |                 |                   |

### Communes de plus de10 000 habitants
Sur les 725 communes que comprend le département de la Moselle, 107 ont en 2021 une population municipale supérieure à 2 000 habitants, 38 ont plus de 5 000 habitants, 17 ont plus de 10 000 habitants et deux ont plus de 25 000 habitants : Metz et Thionville.
Les évolutions respectives des communes de plus de 10 000 habitants sont présentées dans le tableau ci-après.
| Commune            | Population(2022) | Variation(2022/2016)                       | Superficie(km2) | Densité(hab./km2) |
| ------------------ | ---------------- | ------------------------------------------ | --------------- | ----------------- |
| Metz               | 121 695          | en évolution de +3,23 % par rapport à 2016 | 41,94           | 2 901,6           |
| Thionville         | 42 778           | en évolution de +5,4 % par rapport à 2016  | 49,88           | 857,6             |
| Montigny-lès-Metz  | 21 869           | en évolution de +0,72 % par rapport à 2016 | 6,7             | 3 264             |
| Forbach            | 21 111           | en évolution de −2,39 % par rapport à 2016 | 16,32           | 1 293,6           |
| Sarreguemines      | 20 324           | en évolution de −2,96 % par rapport à 2016 | 29,67           | 685               |
| Yutz               | 17 497           | en évolution de +7,09 % par rapport à 2016 | 13,97           | 1 252,5           |
| Hayange            | 16 013           | en évolution de +1,5 % par rapport à 2016  | 12,21           | 1 311,5           |
| Saint-Avold        | 14 828           | en évolution de −4 % par rapport à 2016    | 35,48           | 417,9             |
| Fameck             | 14 759           | en évolution de +5,35 % par rapport à 2016 | 12,45           | 1 185,5           |
| Woippy             | 14 394           | en évolution de +2,06 % par rapport à 2016 | 14,58           | 987,2             |
| Freyming-Merlebach | 13 069           | en évolution de +0,5 % par rapport à 2016  | 9,06            | 1 442,5           |
| Creutzwald         | 12 389           | en évolution de −6,07 % par rapport à 2016 | 26,72           | 463,7             |
| Sarrebourg         | 12 274           | en évolution de +2,39 % par rapport à 2016 | 16,4            | 748,4             |
| Florange           | 11 891           | en évolution de −0,03 % par rapport à 2016 | 13,16           | 903,6             |
| Maizières-lès-Metz | 11 725           | en évolution de +4,39 % par rapport à 2016 | 8,82            | 1 329,4           |
| Stiring-Wendel     | 11 048           | en évolution de −7,86 % par rapport à 2016 | 3,6             | 3 068,9           |
| Amnéville          | 10 853           | en évolution de +3,93 % par rapport à 2016 | 10,46           | 1 037,6           |
| Source : Insee.    |                  |                                            |                 |                   |

## Structures des variations de population

### Soldes naturels et migratoires depuis 1968
La variation moyenne annuelle est positive mais en baisse depuis les années 1970, passant de 0,5 à 0,1 %.
Le solde naturel annuel qui est la différence entre le nombre de naissances et le nombre de décès enregistrés au cours d'une même année, a baissé, passant de 0,9 à 0 %. La baisse du taux de natalité, qui passe de 18 à 9,9 ‰, est en fait compensée par une légère hausse du taux de mortalité, qui parallèlement passe de 9,1 à 9,8 ‰.
Le flux migratoire reste négatif mais en croissance sur la période courant de 1968 à 2021. Le taux annuel croît, passant de −0,4 à −0,1 %. 
| Indicateurs démographiques                       | 1968 à1975 | 1975 à1982 | 1982 à1990 | 1990 à1999 | 1999 à2010 | 2010 à2015 | 2015 à2021 |
| ------------------------------------------------ | ---------- | ---------- | ---------- | ---------- | ---------- | ---------- | ---------- |
| Variation annuelle moyenne de la population en % | 0,5        | 0,0        | 0,1        | 0,1        | 0,2        | -0,0       | 0,1        |
| - due au solde naturel en %                      | 0,9        | 0,6        | 0,6        | 0,4        | 0,3        | 0,2        | 0,0        |
| - due au solde apparent des entrées sorties en % | -0,4       | -0,6       | -0,6       | -0,3       | -0,1       | -0,2       | 0,1        |
| Taux de natalité en ‰                            | 18,0       | 14,8       | 14,7       | 12,3       | 11,6       | 11,0       | 9,9        |
| Taux de mortalité en ‰                           | 9,1        | 8,9        | 8,7        | 8,4        | 8,5        | 8,8        | 9,8        |
| Source : Insee.                                  |            |            |            |            |            |            |            |

### Mouvements naturels sur la période 2014-2022
En 2014, 11 385 naissances ont été dénombrées contre 9 271 décès. Le nombre annuel des naissances a diminué depuis cette date, passant à 9 346 en 2022, indépendamment à une augmentation, mais relativement faible, du nombre de décès, avec 11 172 en 2022. Le solde naturel est ainsi négatif et diminue, passant de 2 114 à −1 826.
Le graphique qui aurait dû être présenté ici ne peut pas être affiché car il utilise l'ancienne extension Graph, désactivée pour des questions de sécurité. Des indications pour créer un nouveau graphique avec la nouvelle extension Chart sont disponibles ici.

## Densité de population
La densité de population est élevée et en augmentation depuis 1968, en cohérence avec l'augmentation de la population.
En 2021, la densité était de 168,9 hab./km2.
| 1968 |  | 156.3 |  |

| 1975 |  | 161.9 |  |

| 1982 |  | 162.0 |  |

| 1990 |  | 162.7 |  |

| 1999 |  | 164.6 |  |

| 2010 |  | 168.1 |  |

| 2015 |  | 168.0 |  |

| 2021 |  | 168.9 |  |

## Répartition par sexes et tranches d'âges
La population du département est plus âgée qu'au niveau national.
En 2021, le taux de personnes d'un âge inférieur à 30 ans s'élève à 33,3 %, soit en dessous de la moyenne nationale (35,1 %). À l'inverse, le taux de personnes d'âge supérieur à 60 ans est de 27 % la même année, alors qu'il est de 26,6 % au niveau national.
En 2021, le département comptait 513 708 hommes pour 536 234 femmes, soit un taux de 51,07 % de femmes, légèrement inférieur au taux national (51,61 %).
Les pyramides des âges du département et de la France s'établissent comme suit.
| Hommes | Classe d’âge | Femmes |
| ------ | ------------ | ------ |
| 0,6    | 90 ou +      | 1,5    |
| 6,8    | 75-89 ans    | 9,5    |
| 17,2   | 60-74 ans    | 18,4   |
| 20,9   | 45-59 ans    | 20,5   |
| 19,5   | 30-44 ans    | 18,6   |
| 17,7   | 15-29 ans    | 15,7   |
| 17,4   | 0-14 ans     | 15,8   |

| Hommes | Classe d’âge | Femmes |
| ------ | ------------ | ------ |
| 0,7    | 90 ou +      | 1,9    |
| 7,0    | 75-89 ans    | 9,5    |
| 16,6   | 60-74 ans    | 17,5   |
| 20,0   | 45-59 ans    | 19,5   |
| 18,8   | 30-44 ans    | 18,3   |
| 18,3   | 15-29 ans    | 16,7   |
| 18,6   | 0-14 ans     | 16,7   |

## Répartition par catégories socioprofessionnelles
La catégorie socioprofessionnelle des ouvriers est surreprésentée par rapport au niveau national. Avec 14,2 % en 2021, elle est 2,5 points au-dessus du taux national (11,7 %). La catégorie socioprofessionnelle des cadres et professions intellectuelles supérieures est quant à elle sous-représentée par rapport au niveau national. Avec 7,4 % en 2021, elle est 2,7 points en dessous du taux national (10,1 %).
| Catégorie socioprofessionnelle                    | 2015    | 2015 | 2021    | 2021 | Détails de l'année 2021 | Détails de l'année 2021 | Détails de l'année 2021            | Détails de l'année 2021            | Détails de l'année 2021            |
| Catégorie socioprofessionnelle                    | Nb      | %    | Nb      | %    | Hommes                  | Femmes                  | Part en % de la population âgée de | Part en % de la population âgée de | Part en % de la population âgée de |
| Catégorie socioprofessionnelle                    | Nb      | %    | Nb      | %    | Hommes                  | Femmes                  | 15 à 24 ans                        | 25 à 54 ans                        | 55 ans ou +                        |
| ------------------------------------------------- | ------- | ---- | ------- | ---- | ----------------------- | ----------------------- | ---------------------------------- | ---------------------------------- | ---------------------------------- |
| Agriculteurs exploitants                          | 3 065   | 0,4  | 2 791   | 0,3  | 2 033                   | 759                     | 0,1                                | 0,4                                | 0,3                                |
| Artisans, commerçants, chefs d'entreprise         | 22 176  | 2,6  | 23 840  | 2,7  | 16 591                  | 7 249                   | 0,6                                | 4,3                                | 1,6                                |
| Cadres et professions intellectuelles supérieures | 56 990  | 6,6  | 64 969  | 7,4  | 39 808                  | 25 161                  | 1,7                                | 12,5                               | 3,6                                |
| Professions intermédiaires                        | 119 519 | 13,8 | 127 208 | 14,5 | 60 778                  | 66 430                  | 8,6                                | 24,4                               | 5,4                                |
| Employés                                          | 150 860 | 17,4 | 147 189 | 16,8 | 38 413                  | 108 775                 | 16,0                               | 25,5                               | 7,3                                |
| Ouvriers                                          | 132 666 | 15,3 | 124 556 | 14,2 | 99 315                  | 25 241                  | 13,1                               | 22,0                               | 5,8                                |
| Retraités                                         | 222 411 | 25,7 | 228 861 | 26,1 | 114 046                 | 114 815                 | 0,0                                | 0,3                                | 63,1                               |
| Autres personnes sans activité professionnelle    | 157 885 | 18,2 | 158 111 | 18,0 | 54 835                  | 103 276                 | 59,9                               | 10,6                               | 12,9                               |
| Ensemble                                          | 865 572 | 100  | 877 526 | 100  | 425 818                 | 451 708                 | 100                                | 100                                | 100                                |
| Sources : Insee,.                                 |         |      |         |      |                         |                         |                                    |                                    |                                    |